# Jodprovet

Till vänster en trijodidjon inne i amyloshelixens hålrum. Amylos byggs upp av glukosenheter och en sådan visas till höger.

Jodprovet används för att påvisa sockerarten amylos. Stärkelse utgörs vanligtvis till 10-25 % av amylos (resten är amylopektin) och testet används sålunda även för att påvisa stärkelse. Några droppar "trijodid"-lösning, som fås genom att lösa jod i en kaliumjodidlösning, tillsättes. Om det finns stärkelse i provet växlar dess färg till blåsvart färg, annars bibehålls den bruna färgen.
Amylos utgörs av långa kedjor av glukosenheter sammanbundna av α-1-4-glykosidbindningar. Dessa kedjor är spiralvridna (helix) med ett hålrum i mitten. I trijodidlösningen finns huvudsakligen trijodidjonerna I3-, men även längre kedjor som pentajodidjoner, I5- förekommer. De raka trijodidjonerna  bildar komplex med amylosspiralerna genom att inlagras i hålrummet. Dessa komplex är blåsvarta.